# ميغيل مارين
ميغيل مارين (بالإسبانية: Miguel Marín Prieto)‏ (19 فبراير 1990 في إسبانيا - ) هو لاعب كرة قدم إسباني في مركز الدفاع. لعب مع ريال مورسيا ونادي ديبورتيفو طليطلة ونادي ريوس ديبورتيو.

## وصلات خارجية
- ميغيل مارين على موقع قاعدة بيانات كرة القدم.إي يو (الإنجليزية)
- ميغيل مارين على موقع Soccerway.com (الإنجليزية)
- ميغيل مارين على موقع AS.com (الإسبانية)